# Rösjön (Säfsnäs socken, Dalarna)
Rösjön är en sjö i Ludvika kommun och Vansbro kommun i Dalarna och ingår i Göta älvs huvudavrinningsområde. Sjön har en area på 3,51 kvadratkilometer och ligger 387,9 meter över havet. Sjön avvattnas av vattendraget Röälven. Vid provfiske har bland annat abborre, gädda, lake och mört fångats i sjön.

## Delavrinningsområde
Rösjön ingår i det delavrinningsområde (668110-141421) som SMHI kallar för Utloppet av Rösjön. Medelhöjden är 410 meter över havet och ytan är 11,52 kvadratkilometer. Det finns inga avrinningsområden uppströms utan avrinningsområdet är högsta punkten. Röälven som avvattnar avrinningsområdet har biflödesordning 3, vilket innebär att vattnet flödar genom totalt 3 vattendrag innan det når havet efter 419 kilometer. Avrinningsområdet består mestadels av skog (55 procent). Avrinningsområdet har 3,52 kvadratkilometer vattenytor vilket ger det en sjöprocent på 30,5 procent.

## Fisk
Vid provfiske har följande fisk fångats i sjön:
- Abborre
- Gädda
- Lake
- Mört
- Sik